# Горчинський Анатолій Аркадійович
Горчинський Анатолій Аркадійович (22 липня 1924 (за паспортом, насправді — 22 червня 1923), Фастів — 6 січня 2007, Тернопіль) — український композитор, співак (баритон), режисер. Автор і виконавець багатьох популярних пісень, в тому числі «Росте черешня в мами на городі», «Приїжджайте частіше додому», «Троянди на пероні», «Здравствуй, чужая милая», «3ачекайте, літа», «Вальс», «Червона троянда», «Україно, нене моя» та інші.

## Життєпис
Анатолій Горчинський народився 22 липня 1924 року у Фастові, Київська округа.
Закінчив музичне училище в Києві, а в 1956 році — режисерський факультет Київського театрального інституту, навчався у знаменитого Мар'яна Крушельницького.
Працював режисером у Київському театрі оперети, у театрах Львова (1957-1968 р., зокрема, режисер-постановник Національного театру імені Марії Заньковецької (1956-65), головний режисер Театру юного глядача (тепер Перший український театр для дітей та юнацтва, 1965-68), Хмельницького (1968-1973 р.), Рівного (1973-1974 р.), Тернополя (1975—1992 р.).
У Тернопільському драматичному театрі імені Тараса Шевченка поставив 43 вистави — всі з власною музикою.
У творчому доробку Анатолія Горчинського понад 350 авторських пісень. Серед них «Росте черешня в мами на городі», «Поетова коханка», «Приїжджайте частіше додому», «Здравствуй, чужая милая», «Я не третий, я не лишний», «Червона троянда», «Троянди на пероні», що визнані шлягерами XX століття. Поставив 108 вистав.
У 1994 році Анатолію Горчинському присвоїли звання народного артиста України.
13 серпня 2004 — Указом Президента України N 885 нагороджений орденом «За заслуги» III ступеня — За вагомий особистий внесок у розвиток українського музичного мистецтва, багаторічну плідну творчу діяльність
6 січня 2007 року Анатолій Аркадійович відійшов у вічність. Назавжди залишиться у пам'яті як відомий композитор, режисер, виконавець пісень, народний артист України.
Поховали Анатолія Горчинського 8 січня на міському кладовищі біля с. Підгороднього.
22 липня 2007 року композиторові виповнилося б 83 роки. До своїх останніх днів, як розповіли його друзі, він мріяв про постановку ще однієї вистави. Завжди, коли був у театрі, говорив про це…
Останні його вистави: «Як наші діди парубкували» — В. Канівця, «Сім'я злочинця» — Джакометті, «Черниця і спокусник» — І. Тогобочного, «Чорноморці» — М. Лисенка, опера «за Дунаєм» — Гулака-Артемовського, «Сільва» — І. Кальмана.

## Вшанування
- Присвоєно звання «Почесний громадянин м. Фастів»(1997)
- Вулиця Анатолія Горчинського є у місті Фастів.[1]
- На Алеї зірок у Тернополі було відкрито зірку Анатолія Горчинського(2011)

## Почесні звання та державні нагороди
- Народний артист України (22 червня 1994)
- Орден «За заслуги» III ступеня (13 серпня 2004)